# كوليرز وود
كوليرز وود هي منطقة تقع في جنوب غرب لندن، إنجلترا، في حي ميرتون، وهي منطقة سكنية، ولكن لديها شارع مرتفع مزدحم حول محطة مترو أنفاق كوليرز وود على الخط الشمالي لمدينة لندن. يعد الشارع الرئيسي جزءًا من الطريق السريع A24، وهو طريق رئيسي يتبع الخط الشمالي تقريبًا، ويمتد من لندن إلى توتينغ ومناطق أخرى. هناك منطقتان كبيرتان للتسوق، وهما مركز تاندم ومنتزه بريوري، بالإضافة إلى مجمع سوبر ماركت كبير تم بناؤه عام 1989 على موقع أعمال طباعة قديمة. بلغ عدد سكان جناح كوليرز وود 10712 في عام 2011.

## معرض صور

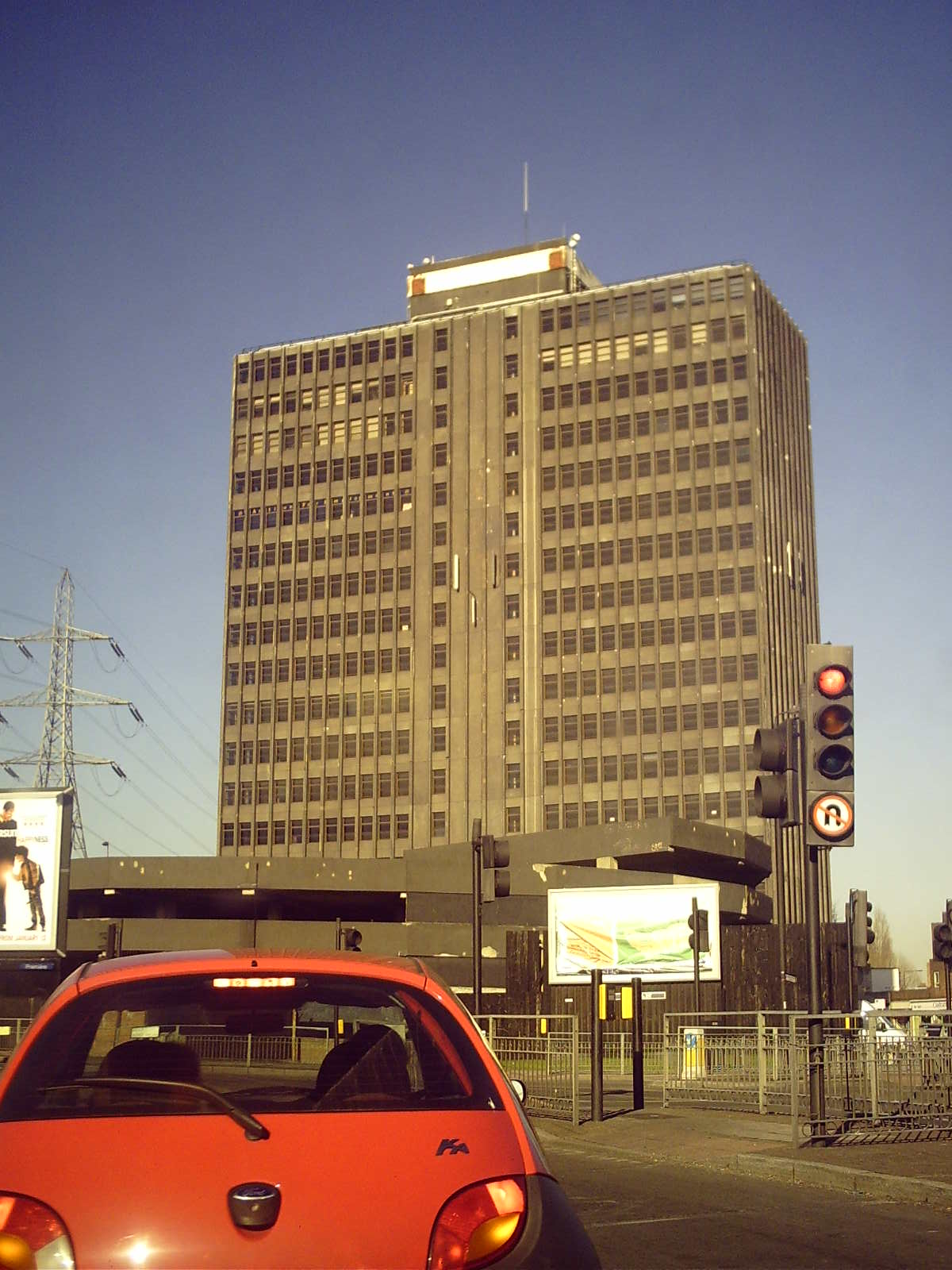
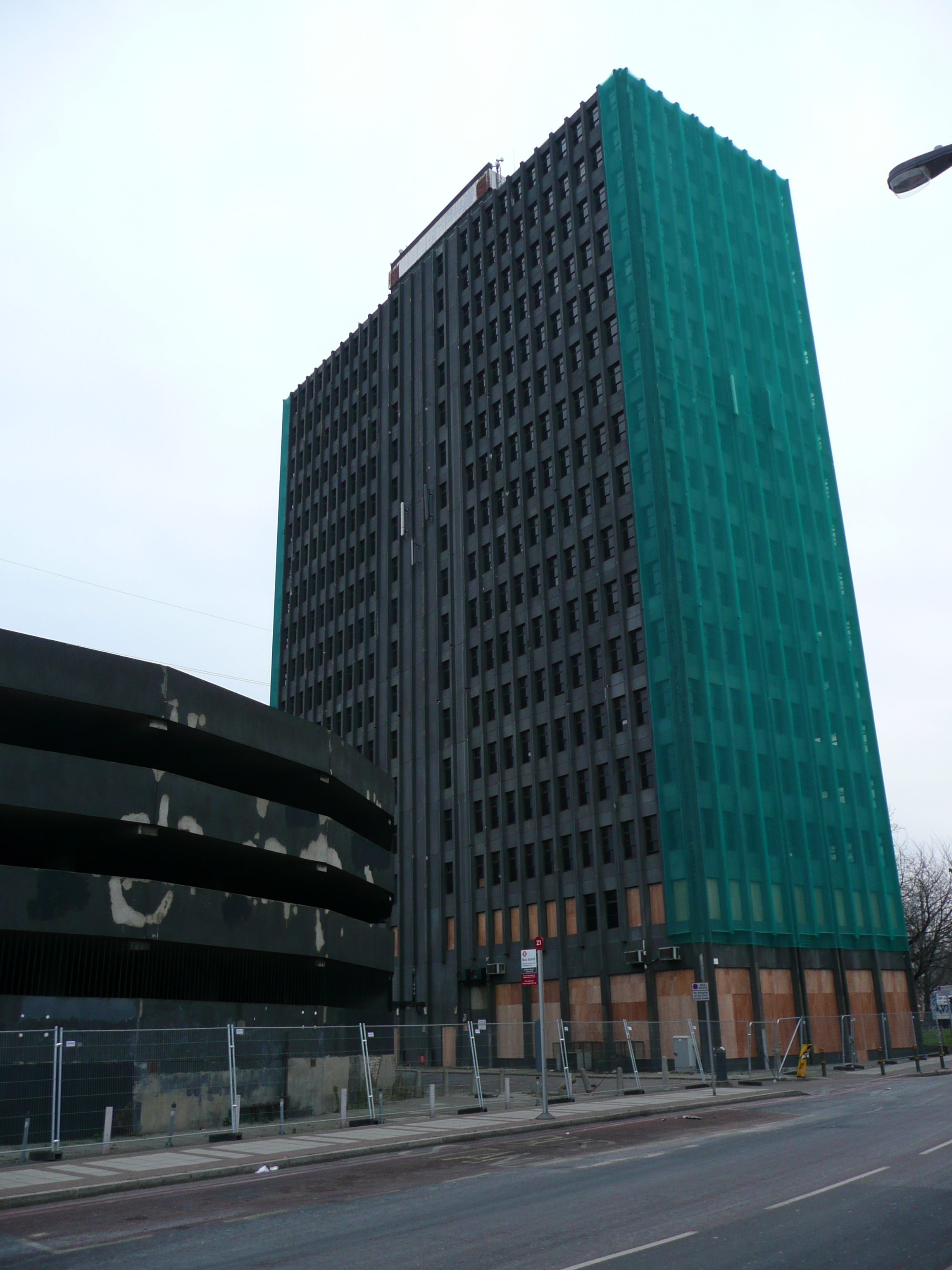
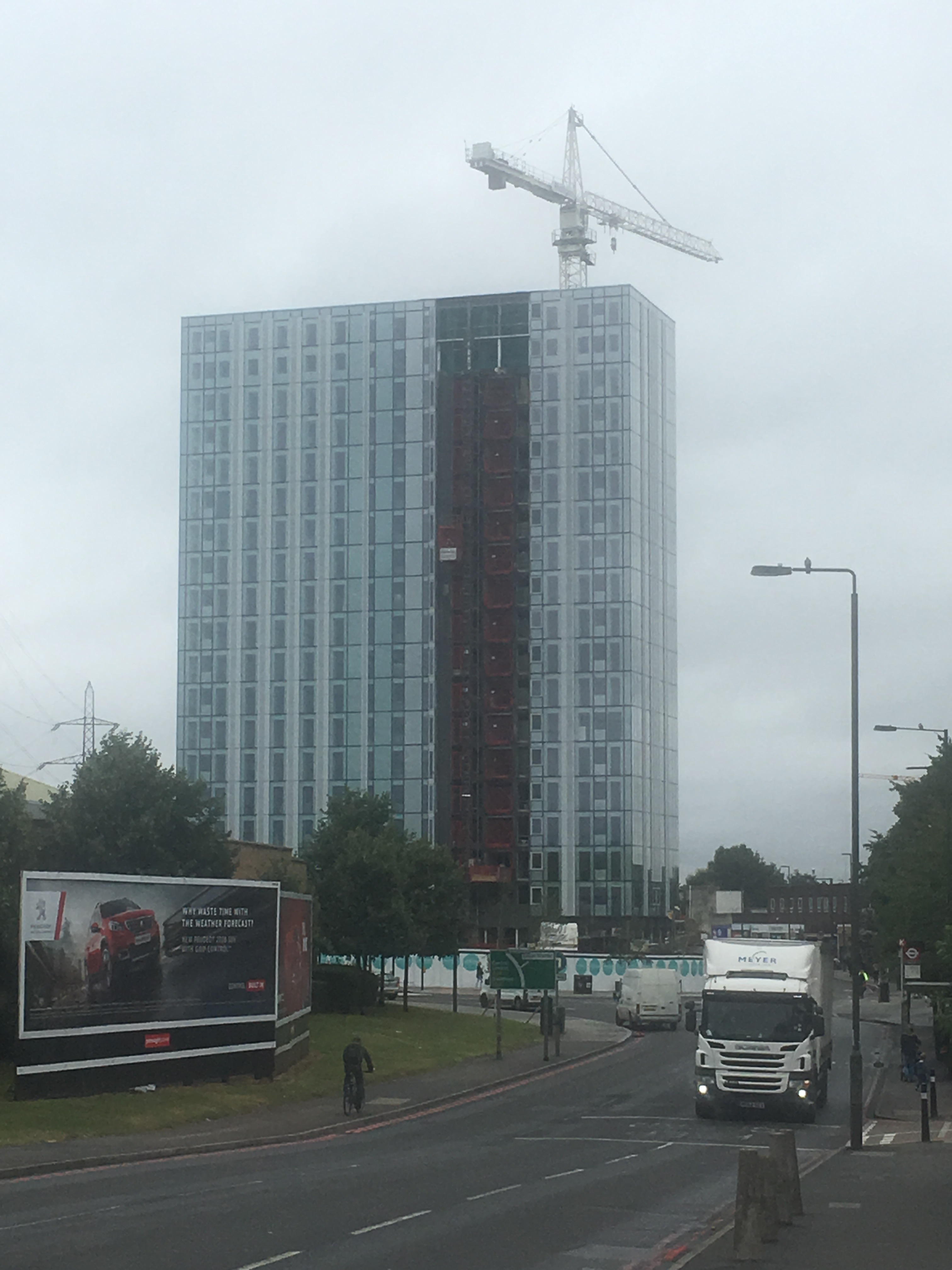